# Nematopodius luteus
Nematopodius luteus är en stekelart som först beskrevs av Cameron 1905.  Nematopodius luteus ingår i släktet Nematopodius och familjen brokparasitsteklar. Inga underarter finns listade i Catalogue of Life.